# Torres (calcio)
La Torres è una società calcistica italiana con sede nella città di Sassari. Milita in Serie C, la terza divisione del campionato italiano.
Rifondata nel 2017, la società è la continuazione della Società per l'Educazione Fisica Torres nata nel 1903 e ricostituita altre quattro volte nel corso della sua storia. Assieme all'Ilvamaddalena, è il club calcistico più antico della Sardegna. Al 2025 occupa il 91º posto nella graduatoria della tradizione sportiva dei club calcistici secondo i criteri della FIGC.
I colori sociali sono il rosso e il blu. Disputa le partite di casa allo stadio Vanni Sanna.

## Storia

### Dagli inizi agli anni novanta

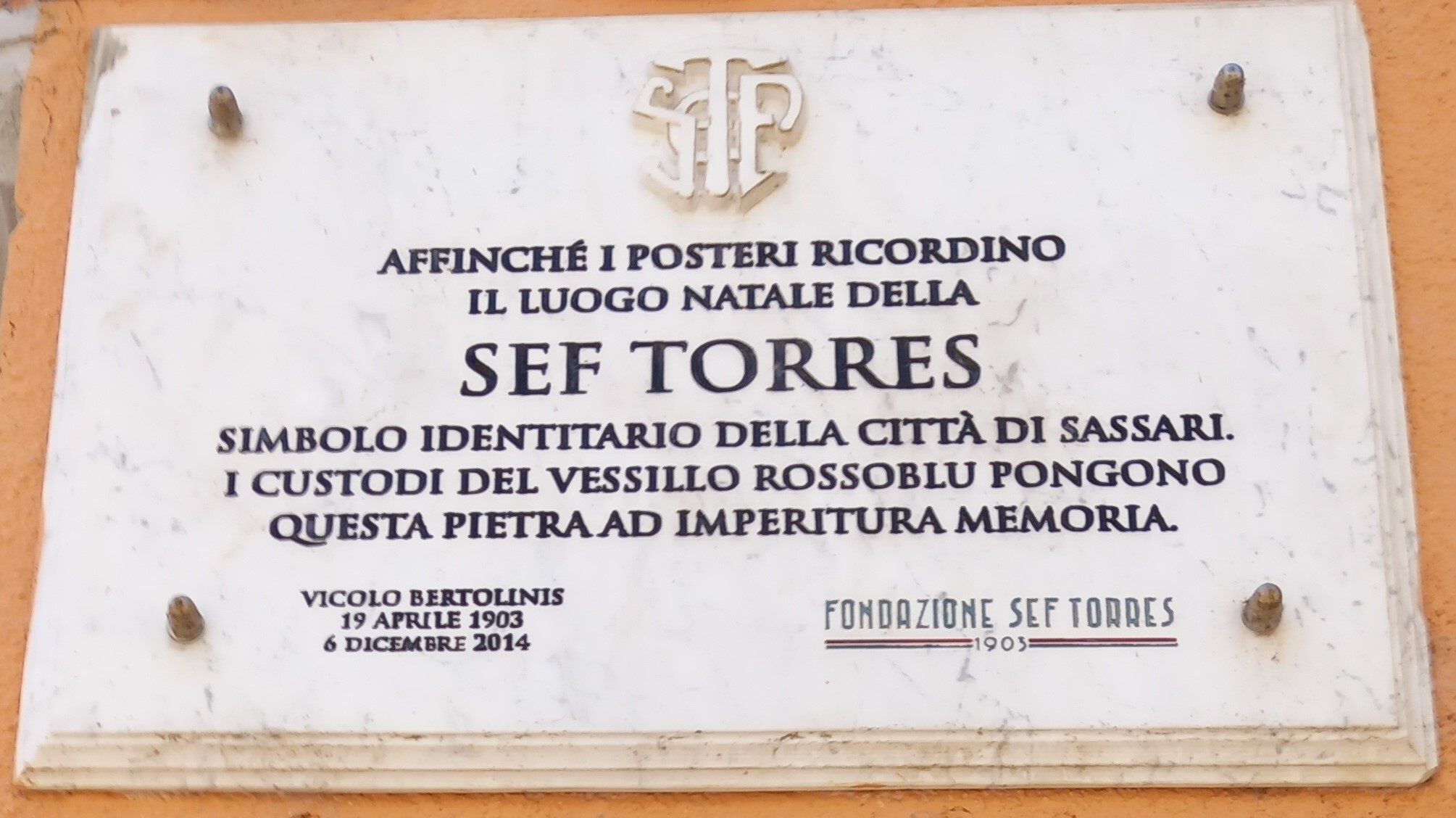
Targa commemorativa

La Torres viene fondata il 19 aprile 1903 come Società per l'Educazione Fisica Torres, denominazione mantenuta sino alla fine degli anni settanta, quando assume il nome di Torres Calcio. L'inizio dell'attività sportiva è datata 1º luglio. Il 20 settembre 1903 i torresini fanno il loro esordio pubblico, con un saggio ginnico che si tenne nel teatro Verdi. La società si segnala ben presto come una tra le più attive a livello regionale in varie discipline, riuscendo a riportare risultati di grande rilievo anche in campo nazionale. Per quanto riguarda il calcio, dopo otto anni di attività amatoriale, nel 1911 viene fondata una sezione apposita e, nello stesso anno, la Torres vince la prima edizione dei campionati sardi di foot-ball. Nella stagione 1930-1931 la prima partecipazione a un campionato regionale (con il Direttorio Regionale Laziale perché quello Sardo non può organizzarlo), seguita dalla immediata promozione in Prima divisione (la terza serie di allora). Nel campionato 1931-1932 i sassaresi, guidati dall'ungherese Ferenc Plemich, sfiorano la promozione in Serie B.

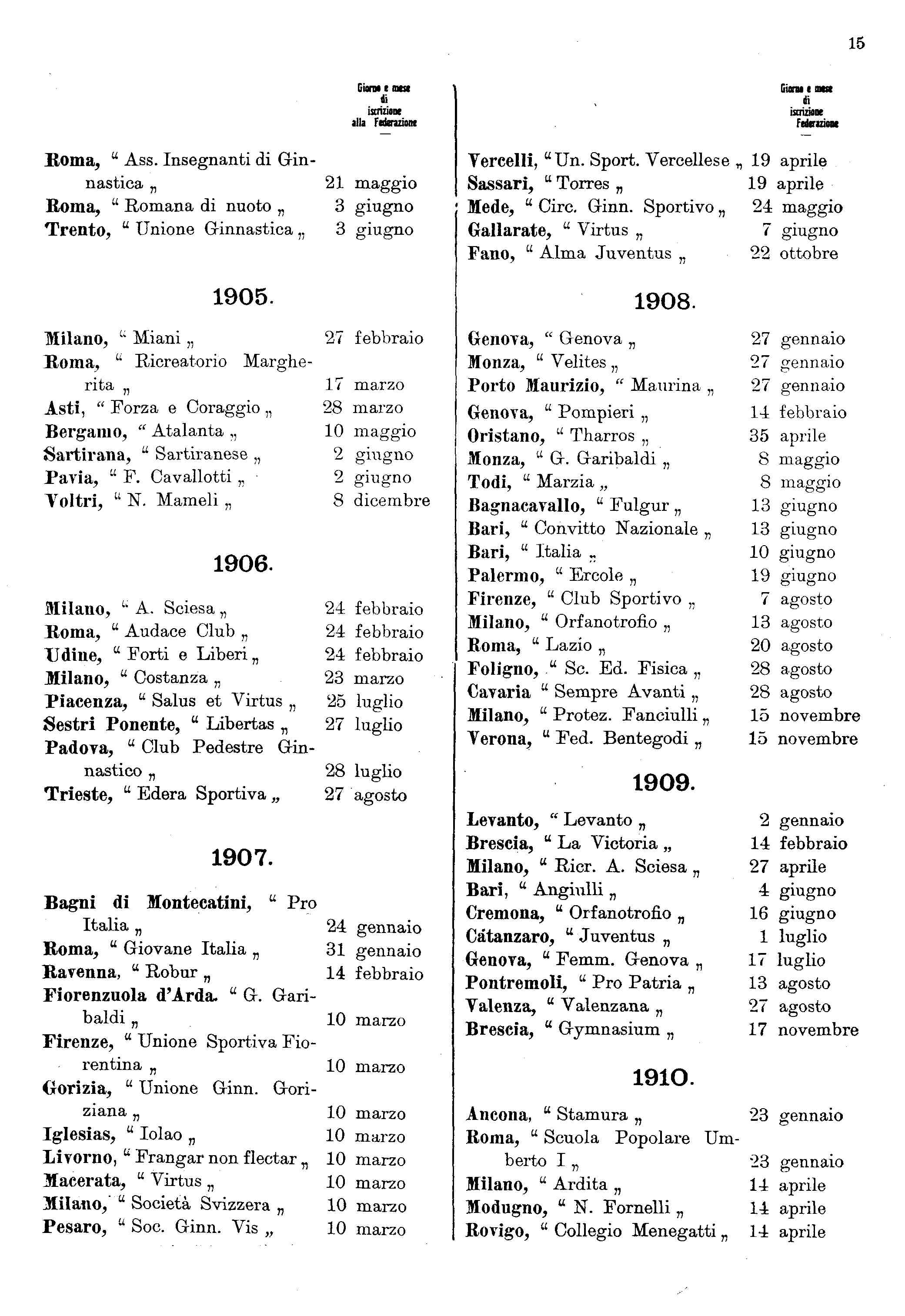
Elenco delle società affiliate alla F.G.N.I.: la Torres compare nella sezione riferita al 19 aprile 1907

Con la chiamata alle armi in occasione del secondo conflitto mondiale, tutte le attività sportive si dovettero interrompere e molti atleti rossoblù partirono per il fronte. Ci vollero ben tre anni prima di rivedere a Sassari una partita ufficiale.

Vanni Sanna

Il 24 settembre 1944 un gruppo di ex calciatori ricostituì la squadra e, per gentile concessione della Commissione Alleata, i rossoblu giocarono contro gli avieri inglesi della R.A.F., inaugurando così la nuova stagione agonistica. La Torres vinse 4-3, reti di Chiappe, Moi, Arca e Mastino. Il salto di categoria arrivò nella stagione 1946-1947. Per festeggiare l'evento, arrivò all'Acquedotto la Juventus e, in quella partita, Giampiero Boniperti fece il suo esordio con la maglia bianconera. Nella stagione successiva la Torres si ritrovò nuovamente nei campionati regionali.
Dopo aver militato nei campionati regionali e nella IV Serie, al termine della stagione 1958-1959, la Torres raggiunge la Serie C. Merito in buona parte dell'allenatore Remo Galli e di Marzio Lepri, miglior marcatore della storia rossoblù, che quell'anno realizza 24 reti.
Questa la formazione tipo del campionato di IV Serie 1958-1959: Mistroni, Bisiacchi, Colusso, Marchisio, Fogli, Milan, Sebastiani, Sabattini, Travison, Cadè, Lepri. Il 22 giugno 1967 la società ricevette dal CONI la Stella d'oro al merito sportivo. La Torres va ripetutamente all'assalto della Serie B, ma resta ininterrottamente in Serie C sino al campionato 1974-1975, terminato con la retrocessione in Serie D e seguito da una immediata risalita che culminò con il primo posto in Serie D nel girone C nella stagione 1980-1981 dopo sei anni di dilettantismo.

Gianfranco Zola con la maglia della Torres alla fine degli anni ottanta

Nel 1980-1981 con la promozione in Serie C2, i sassaresi disputarono la divisione più volte da protagonista, finché il club viene rilevato da Bruno Rubattu che, dopo un primo campionato concluso al 7º posto, affida nel 1986-1987 la squadra a Lamberto Leonardi. Guidata dall'allenatore romano, ex giocatore di buon livello in Serie A, la Torres vince il campionato e conquista la promozione in Serie C1, trascinata dall'esperienza di Mario Piga, tornato in rossoblù dopo una brillante carriera ai massimi livelli, e l'astro nascente Gianfranco Zola. Questa la formazione tipo: Pinna, Tamponi, Poggi, Petrella, Cariola, Del Favero, Tolu, Zola, Galli, Piga, Ennas. 
Al termine della stagione successiva si registra lo storico sorpasso nei confronti dei cugini del Cagliari, mentre nel campionato 1988-1989, la Torres raggiunge il quarto posto finale a un passo dalla Serie B, alle spalle del Cagliari (vincitori del torneo), del Foggia e del Palermo.

### Il primo fallimento e la rinascita
Nel 1990-1991, a seguito della retrocessione sul campo in Serie C2, arriva anche l'esclusione per inadempienze economiche. Nella stagione 1991-1992 la società viene iscritta al Campionato Interregionale. Dopo il 5º posto ottenuto sotto la presidenza di Corrado Sanna e la vittoria della Coppa Italia Dilettanti (Fase Interregionale), nell’estate del 1992 la Società viene rifondata, conservando il titolo sportivo e la categoria Interregionale ma mutando la denominazione in Polisportiva Sassari Torres. Nel 1992-1993 la Torres, rilevata dall'imprenditore edile Gianni Marrosu e allenata da Giuseppe "Eppe" Zolo, centra subito il ritorno tra i professionisti, grazie alla vittoria per 2-1 (reti di Antonio Podda e Renato Greco) nello spareggio contro il L’Aquila, disputato allo stadio Flaminio di Roma davanti a oltre tremila tifosi torresini.

Il bomber greco Theofilos Karasavvidīs, capocannoniere della Serie C2 1999-2000 con la Torres

Dopo molti campionati di Serie C2 e alcuni tentativi falliti di passaggi societari, nella stagione 1999-2000 la Torres viene acquistata da un gruppo di imprenditori sassaresi che affida la presidenza a Leonardo Marras. La squadra, guidata ancora una volta da Leonardi, riconquista la promozione in Serie C1, grazie anche al contributo della punta greca Theofilos Karasavvidīs, proveniente dal Panionios, fresco della conquista della Coppa di Grecia, che realizza 19 reti in 32 partite. Nella stagione 2000-2001 in C1 la Torres fa un buon campionato da neo promossa piazzandosi al 7º posto, tra i risultati più importanti bisogna ricordare le vittorie interne per 3-0 contro Catania e Palermo e per 2-0 contro il Messina. In origine esclusa dal campionato 2005-2006, la società guadagna l'iscrizione grazie a un'ordinanza del giudice amministrativo.
Guidata da Antonello Cuccureddu, la Torres riesce ad arrivare ai play-off per la promozione in Serie B. Il 16 maggio 2006, alcuni giorni prima dello svolgimento dei play-off, la Torres viene coinvolta suo malgrado nell'inchiesta su Calciopoli, quando vengono pubblicate delle intercettazioni telefoniche tra l'allora Ministro dell'Interno Beppe Pisanu e Luciano Moggi, dirigente della Juventus e conoscente di lunga data in quanto compagno di scuola della moglie, in cui il Ministro dell'Interno chiede aiuto per la squadra di calcio più rappresentativa della sua zona d'origine e di cui è tifoso, la Torres, sull'orlo della retrocessione, bisognosa di rinforzi e secondo Pisanu penalizzata da alcuni arbitraggi. Moggi parla con Rinaldo Carta, l'allora presidente della Torres, di un nuovo allenatore, rivelatosi poi essere Cuccureddu, l'ex juventino con un breve passato nella Torres all'inizio della carriera da calciatore che riesce a far risalire la squadra e guidarla fino alle semifinali dei play-off (impresa definita come un «miracolo»), poi persi con il Grosseto allenato da Massimiliano Allegri. Infatti, con la pubblicazione delle intercettazioni, la squadra subisce il contraccolpo, venendo sconfitta in semifinale nel doppio confronto dal Grosseto, perdendo entrambe le partite per 1 a 0. Pisanu non divenne mai un indagato e il tutto non fu giudicato penalmente rilevante già alla pubblicazione delle intercettazioni.

### Le esclusioni del 2006 e del 2008
Alla sconfitta segue l'esclusione dal campionato per il grave dissesto finanziario della società a causa dei debiti maturati sotto la gestione del presidente Rinaldo Carta. Nel campionato 2006-2007, con la nuova denominazione di Sassari Torres 1903 e sotto la presidenza dell'imprenditore sassarese Antonio Mascia, il club ottiene in extremis l'ammissione alla Serie C2 grazie al Lodo Petrucci. La squadra, costruita quasi interamente durante l'estate e in poche settimane, paga lo scotto della mancata preparazione precampionato e dell'inesperienza societaria, e dà vita a un torneo al di sotto delle aspettative, alternando buon gioco e vittorie a risultati sconfortanti, tanto da provocare l'esonero dell'allenatore Maurizio Costantini in aprile. La squadra chiude tuttavia la stagione conquistando la salvezza ed evitando i play-out. Nella stagione 2007-2008, sempre nel girone A della Serie C2, sotto la guida di Luciano Foschi, la Torres disputa un girone di andata concluso in testa alla classifica e con una sequenza-record di nove vittorie casalinghe consecutive; una crisi di risultati e una penalizzazione di otto punti per irregolarità amministrative della fallimentare gestione Mascia fanno precipitare la squadra in zona play-out, comunque evitati grazie alla classifica avulsa con Cuneo e Pavia.
Nell'estate 2008 gli organi federali di controllo dispongono l'esclusione della società dalla Serie C2 ancora per ragioni finanziarie. Il ricorso al T.A.R. del Lazio contro questa decisione viene respinto, come pure quello al Consiglio di stato il 27 agosto. La Torres è condannata all'esclusione dai campionati professionistici e riparte così dal campionato di Promozione sardo, con una nuova società presieduta da Leonardo Marras, già sulla stessa poltrona nel 1999 e patron della Torres Femminile. Per la guida tecnica è stato scelto l'ex bomber rossoblù Roberto Ennas. Amarcord anni ottanta anche nella denominazione sociale: torna la Torres Calcio.

### La terza rifondazione
Dopo il primo posto nel campionato di Promozione Sarda 2008-2009, sotto la guida di Roberto Ennas, la Torres ottiene la promozione in Eccellenza.
Il 27 settembre 2010, la società esonera il tecnico per i cattivi risultati di inizio stagione e nomina come nuovo allenatore Angelino Fiori. Il 17 gennaio 2011, la società esonera Fiori; il giorno dopo, sulla panchina della squadra, ritorna Ennas. Il 27 febbraio 2011, dopo la sconfitta per 3-1 subita a Tortolì, Ennas si dimette dall'incarico. La guida della squadra viene in seguito assegnata a Guglielmo Bacci, che ottiene il 2º posto in classifica e la conseguente partecipazione ai play off come testa di serie.
Dopo aver vinto la fase regionale, accede alla fase nazionale dei play-off. Nella semifinale della fase nazionale degli spareggi per la promozione in Serie D la Torres incontra la squadra umbra del Trestina dalla quale viene eliminata.
Il campionato successivo, la dirigenza allestisce una squadra che, sotto la guida del tecnico Mauro Giorico, si rende protagonista di una stagione trionfale, durante la quale vengono conquistati tutti i trofei a livello regionale con numeri da record (28 vittorie su 34 partite disputate, 12 vittorie consecutive, 28 risultati utili consecutivi, 17 vittorie su 17 partite disputate in casa). Il 25 gennaio 2012 arriva il primo trofeo, la Coppa Italia Dilettanti Sardegna, con la vittoria per 2-1 sul Taloro Gavoi campioni in carica del trofeo 2011. Il 18 marzo 2012 battendo il Calangianus 1-0, la Torres ritorna in Serie D matematicamente con quattro giornate di anticipo. Infine, il 20 maggio 2012 i rossoblù chiudono la stagione aggiudicandosi anche la Supercoppa di Sardegna, imponendosi 2-1 sul Fonni.
Durante l'estate successiva la squadra viene in buona parte rinnovata con elementi di buon livello provenienti da diverse squadre dell'isola e, tra la sorpresa generale, si attesta al comando della classifica del campionato di Serie D per quasi tutta la stagione. Capocannoniere della squadra è Giuseppe Meloni, attaccante nuorese con trascorsi anche in Lega Pro, che mette a segno complessivamente 21 reti.
Il 28 aprile 2013, pareggiando 4 a 4 con l'Hyria Nola e, contemporaneamente, con la Casertana che perde con la Torre Neapolis, ritorna in Seconda Divisione.
A giugno il presidente Lorenzoni denuncia che l'iscrizione al campionato di Lega Pro Seconda Divisione è a rischio, a causa della difficoltà ad ottenere dalle banche la fidejussione necessaria, dimettendosi successivamente. Un comitato di tifosi annuncia una raccolta spontanea di fondi da destinare alla società rossoblù, il cui garante è l'avvocato sassarese Umberto Carboni, il quale si occupa di raccogliere e custodire i denari ricevuti. L'operazione ha un discreto successo, ed in una settimana si riescono a raccogliere circa 110 000 €. Il 27 giugno le quote della Torres passano nelle mani dell'imprenditore laziale Domenico Capitani, che diventa il nuovo proprietario della squadra sassarese. Lo affianca il nuovo socio sardo Antonio Filippo Salaris. Il campionato di Lega Pro Seconda Divisione 2013-2014 inizia in modo disastroso. Per tale ragione, ed anche a seguito della contestazione della tifoseria, la società esonera il mister Salvo Fulvio D'Adderio e lo sostituisce col laziale Marco Cari. La squadra viene completamente rinnovata durante il mercato invernale e si piazza al 12º posto che le assicura comunque la partecipazione ai play-out. Nella doppia sfida contro il Forlì vince 1-0 nella gara di andata ma perde 3-0 al ritorno in Romagna. Il 25 maggio 2014 arriva la retrocessione sul campo in Serie D, poi il 1º agosto 2014 la società viene ripescata nella nuova Lega Pro unica.
Nella stagione 2014-2015 la società ha incorporato l'A.S.D. Torres (la squadra femminile della città), che poteva vantare nel suo palmarès 7 Scudetti, 8 Coppe Italia e 7 Supercoppe italiane, prima che venisse esclusa dal campionato per inadempienze finanziarie, e rinata la stagione successiva con un'entità separata dalla squadra maschile. Nel campionato di Lega Pro la Torres ottiene sul campo la salvezza con due giornate di anticipo rispetto alla fine del campionato, ma il 29 agosto 2015 la Corte d'Appello Federale della Figc la retrocede in Serie D per illecito sportivo.
Nel campionato di Serie D 2015-2016 arriva ai play-off promozione. In semifinale pareggia 1-1 ai supplementari con il Rieti ed accede alla finale in virtù del migliore piazzamento in classifica a fine campionato (3ª). Il 29 maggio 2016 perde in casa 0-1 contro l'Olbia la finale play-off per il ripescaggio in Lega Pro.
Nella stagione 2016-2017, la Torres si trova nuovamente ad affrontare il campionato di Serie D, ma con una rosa rinnovata completamente ed imbottita di giovani e con una situazione societaria disastrosa, al punto tale che a fine dicembre 2016 sembrava che la squadra non potesse continuare il campionato per mancanza di fondi. Tale fatto viene scongiurata dall'ingresso di Salvatore Sechi in società che con il nuovo direttore sportivo Vittorio Tossi rinnova completamente la squadra per tentare di salvare la categoria, ma nonostante tutti gli sforzi profusi i sassaresi retrocedono nella massima divisione regionale. A causa degli ingenti problemi finanziari però la società viene messa in liquidazione e fallisce. La società non si iscrive al campionato di Eccellenza.

### La quarta rifondazione e la risalita in Serie C
Il neo presidente Salvatore Sechi prova a rilanciare l'eredità sportiva sassarese prendendo le redini del Tergu Plubium, squadra d'Eccellenza nata dalla fusione delle realtà cittadine di Tergu e Ploaghe. Nella presentazione della nuova società viene svelato il nuovo logo, identico al precedente ma con la dicitura Torres Calcio, ma a causa della precedente fusione tra le due squadre della provincia sassarese e degli illeciti sportivi della vecchia S.E.F. Torres, i regolamenti federali vietano la cessione del titolo sportivo. L'eredità della S.E.F. viene quindi proseguita da Sechi con l'ex Tergu Plubium, anche se tale società non possiede il titolo sportivo del sodalizio torresino predecessore. Il 2 agosto 2017 arriva la conferma del cambio di denominazione della A.S.D. F.C. Tergu Plubium in A.S.D. Torres, con conseguente spostamento del campo di gioco per le partite casalinghe al Vanni Sanna, con conseguente deroga da parte della FIGC in quanto esso non si trova nel territorio del comune di Tergu. Conseguentemente cambiano anche i colori sociali, dal biancoblù al rossoblù torresino. Il nuovo sodalizio conclude il campionato d'Eccellenza al terzo posto, a cui fa seguito la vittoria ai play-off regionali con conseguente ammissione alle dispute nazionali per la promozione in Serie D che vengono vinte, garantendo alla squadra la promozione La gestione Sechi garantisce stabilità ma è altalenante dal punto di vista dei risultati: nella prima stagione la squadra si salva solo ai play-out nel derby col Castiadas, mentre l'anno successivo dopo un buon campionato, interrotto solamente dalla pandemia di COVID-19, si piazza terza. Nel 2020-2021 la squadra parte quindi tra le favorite ma le prestazioni sono mediocri e la squadra riesce al massimo a salvare la categoria.
La svolta avviene nell'estate del 2021 quando l'azienda sarda Abinsula Srl attraverso la controllata Insula Sport Srl, acquista la società e il nuovo presidente diventa l'ex bandiera degli anni '90 Stefano Udassi, che subito allestisce una squadra con l'obiettivo di ritornare in Serie C. Le aspettative vengono confermate e solo il Giugliano nega la conquista della promozione diretta. Anche in Coppa Italia il percorso è eccellente e la vittoria sfuma solo nella finale persa a Genzano di Roma contro il Follonica Gavorrano, con il risultato di 2-1 in favore dei toscani. 
Il terzo posto in campionato garantisce la partecipazione ai play-off per la graduatoria dei ripescaggi e dopo la semifinale con l'Arzachena i rossoblù l'8 giugno 2022 battono in casa l'Afragolese in finale garantendosi così il secondo slot delle potenziali ammesse in terza serie. In quest'ottica hanno inciso le operazioni societarie extracalcistiche nel mese di luglio quali la ristrutturazione di parti dello Stadio Vanni Sanna e la trasformazione da Associazione Sportiva Dilettantistica a società a responsabilità limitata, cambiando quindi denominazione in Torres Srl. A seguito dell'esclusione di Campobasso e Teramo per inadempienze finanziarie dal campionato di Serie C, il 3 agosto 2022 i sassaresi ottengono l'ufficialità del ripescaggio in Serie C facendo così ritorno tra i professionisti dopo 8 stagioni di assenza. Collocata nel girone B, la squadra sassarese nella stagione 2022-23 di Serie C, raggiunge il 15º posto, conquistando la salvezza diretta. 
La stagione 2023-24 in Serie C vede la Torres vincere le prime 7 gare di campionato, in cui si attesta al primo posto per quasi tutto il girone di andata. Complice un periodo di crisi di risultati e la marcia inarrestabile del Cesena la Torres termina la stagione regolare al 2º posto con 75 punti, suo record di sempre in terza serie. Nei quarti di finale dei play-off promozione esce sconfitta dal doppio confronto contro il Benevento perdendo 1-0 in Campania e pareggiando 0-0 a Sassari.

## Colori e simboli

### Colori

Una formazione della Torres nella stagione 1972-1973 con la classica divisa a quarti rossoblù

I colori sociali ufficiali della società sono il rosso e il blu. Vennero scelti in seguito ad un sondaggio dai soci fondatori, che, cercando un abito di gala, ne misero in esposizione tre in un noto negozio cittadino. A riscuotere un gran successo fu una giacca blu a doppio petto con risvolti rossi.
La classica divisa della Torres è quella definita comunemente — ma impropriamente — a quarti rossoblù: rossa a destra e blu a sinistra, con le maniche generalmente invertite, ossia rossa a sinistra e blu a destra. Sul lato sinistro, in corrispondenza del cuore, è presente lo stemma della squadra che per lungo tempo è rappresentato semplicemente da uno scudo bianco con lo stemma araldico della città di Sassari. Raramente, questo storico abbinamento, ha subito delle variazioni. Nella stagione 1977-1978, le due parti della divisa sono state separate in diagonale.
Negli anni ottanta, la divisa ha spesso assunto una tonalità unica, o rossa o blu, con rifiniture dell'opposto colore sulle spalle e sopra il cuore Altra casacca utilizzata al tempo, a righe verticali rossoblù..
Particolare la divisa utilizzata nel campionato di Serie C2 1997-1998, blu con una banda verticale rossa che attraversa il centro della maglia, bordata di bianco. Questa divisa ricorda il classico abbinamento utilizzato dalla società francese del Paris Saint-Germain.
La classica seconda divisa è bianca con rifiniture rossoblù. I calciatori hanno anche indossato nel corso degli anni divise bianche con banda diagonale od orizzontale rossoblù.
| 1972-1973 | 1976-1977 | 1977-1978 | 1978-1979 | 1980-1981 | 1984-1985 | 1987-1988 | 1992-1994 | 1997-1998 |

### Simboli ufficiali

#### Stemma
L'emblema sociale adottato dal club a partire dagli anni cinquanta (e da allora modificato unicamente dal punto di vista grafico, ma mai nella sostanza) ricalca fedelmente lo stemma araldico della città di Sassari: uno scudetto inquartato di rosso e blu, con una torre bianca disegnata nei quarti rossi e una croce egualmente bianca in quelli blu.

Stemma in uso dal 1992 al 2006
Stemma in uso dal 2006 al 2008
Stemma in uso dal 2010 al 2013
Stemma in uso dal 2013 al 2016
Stemma in uso dal 2016 al 2017
Stemma in uso dal 2017

#### Inno
L'inno ufficiale della società è intitolato Fozza Torres. Il brano, composto dal trio folk Latte Dolce, è in lingua turritana. Un inno storico della società, fu musicato il 20 settembre 1903 da Mario Aroca, sui versi del poeta sassarese Barore Scanu, e si intitola Inno della Torres.

## Strutture

### Stadio

L'antica piazza d'armi sassarese

All'epoca della fondazione della Torres, Sassari non disponeva di un campo da gioco che potesse ospitare partite di calcio. Il primo terreno, denominato di li pudreddi, fu arrangiato tra via Amendola e via Porcellana.
Il primo campo da gioco vero e proprio fu adibito, proprio come all'epoca accadde in molte altre città, nella piazza d'armi. Tuttavia, a causa del sempre più crescente pubblico che seguiva le sorti della squadra torresina, la società fu costretta ad acquistare un terreno di circa 5 ettari nei pressi dell'acquedotto comunale. Il nuovo stadio, di proprietà della società, fu inaugurato il 31 maggio del 1922 alla presenza del principe Umberto.
Nel 1974 lo società fu costretta a cedere lo stadio Acquedotto al comune. L'impianto fu rinominato ed intitolato all'ex calciatore Vanni Sanna nel 2001, e può contenere 7 480 spettatori, ridotti a circa 4 500 a causa di parziale inagibilità di alcuni settori.

### Centro Sportivo
La Torres si allena nel proprio centro sportivo nel quartiere Latte Dolce a Sassari.

## Società
La Torres Srl è un club di proprietà della società Insula Sport Srl, controllata dalla Abinsula Srl, società sassarese attiva nella tecnologia dell'informazione, che nell'estate del 2021 ha acquisito tutte le quote della ASD Torres e nel luglio dell'anno successivo l'ha trasformata in società a responsabilità limitata. Il presidente è Stefano Udassi, ex attaccante della squadra negli anni '90.

### Organigramma societario
Dal sito internet ufficiale della società.
- Pierluigi Pinna - Proprietà
- Andrea Maddau - Proprietà
- Stefano Udassi - Presidente
- Andrea Colombino - Direttore sportivo
- Daniele Bianchi - Direttore area tecnica
- Lello Mela - Team Manager
- Rita Marras - Segretaria Sportiva
- Filippo Migheli - Responsabile Comunicazione
- Luca Raineri - Responsabile Settore Giovanile
- Ivan Cirinà - Responsabile Scuola Calcio

### Sponsor
| Cronologia degli sponsor tecnici - 1978-1979 nr - 1982-1983 non presente - 1984-1985 Puma - 1986-1993 Ennerre - 1993-1994 ABM - 1996-1997 California - 1997-1999 Sportika - 1999-2000 Legea - 2001-2005 A-Line - 2005-2006 Erreà - 2006-2007 A-Line - 2007-2011 Garman - 2011-2012 Maps - 2012-2013 Eye - 2013-2016 Givova - 2016-2017 Kappa - 2017-2021 Maps - 2021-2023 Puma - 2023- Adidas | Cronologia degli sponsor ufficiali - 1980-1981 Armando Muzzu - 1982-1983 DuePi concessionaria, Kronenbourg - 1984-1985 Forst - 1986-2002 Alimenti Sardi - 2002-2006 Terra Sarda - 2006-2008 Inversol - 2008-2010 Televideocom - 2010-2011 Simec - 2011-2012 Teikos - 2012-2013 Ideal Sistem - 2013-2015 Sardegna - 2015-2016 Capitani S.p.A. - 2016-2017 non presente - 2017-2018 DLR, Ciclat - 2018-2019 non presente - 2019-2020 OJ Solution - 2020-2021 Stilmobil - 2021-2024 Abinsula, Matica, Verde Vita,Obus,Character,Footure Lab - 2024- Sardegna,Verde Vita,Matica,Abinsula,Pro Clinic,Character,Obus,Footure Lab |

### Settore giovanile
La Torres partecipa a livello Regionale con Giov.Accademy e a livello Nazionale con le seguenti Giovanili: Under 14, Under 15, Under 16, Under 17, Primavera. Inoltre dispone di una scuola calcio della quale fanno parte le categorie Piccoli Amici, Primi Calci, Pulcini e Esordienti.

## Diffusione nella cultura di massa

Articolo di giornale pubblicato il giorno successivo dell'amichevole fra l'Internacional e la Torres

Il 26 marzo 1975, la Torres affronta allo stadio Acquedotto la blasonata squadra dell'Internacional di Porto Alegre, militante nel massimo campionato brasiliano, che stava completando il proprio tour di amichevoli in giro per la Sardegna. La formazione gaucha all'epoca contava in rosa cinque nazionali brasiliani, più il futuro fuoriclasse Paulo Roberto Falcão. La partita si concluse col risultato di tre reti a zero per l'Internacional e la Torres, a fine stagione, retrocedette fra i dilettanti.
Nell'ottobre 2014 è realizzato un documentario sulla Torres dal titolo Brevi storie sulla Torres, prodotto e diretto dal regista sassarese Giuseppe Garau, che racconta la nascita della società sportiva e la storia di tre personaggi del passato, Marzio Lepri, Gavino Matta e Antonio Siddi, attraverso la voce del giornalista Andrea Sini e di parenti degli stessi giocatori. L'8 dicembre 2014 a Milano, il documentario vince il più importante riconoscimento al cinema sportivo: la Guirlande d'Honneur nelle finali mondiali della Fédération Internationale Cinéma Télévision Sportifs, riconosciuta dal Comitato Olimpico Internazionale.
Nel 2018 il duo musicale Scudetto pubblica l'album Vendetta, contenente la traccia Calcio Nucleare che cita la Torres e la cessione di Gianfranco Zola al Napoli.

## Allenatori e presidenti
- 1903-1925 ...
- 1925-1926  Pietro Marchisio
- 1926-1928  Giuseppe Duce
- 1928-1930  Leonida Bertucci
- 1930-1931  Antonio Lecis (1ª-?ª)
 Dario Gay (?ª-22ª)
- 1931-1932  Ferenc Plemich
- 1932-1941 ...
- 1941-1943  Luigi Marongiu
- 1943-1946 ...
- 1946-1947  Otto Susarello
- 1947-1950 ...
- 1950-1952  Ermanno Latella
- 1952-1953  Ermanno Latella (1ª-?ª)
 Mario Serradimigni (?ª-30ª)
- 1953-1954  Ferenc Plemich
- 1954-1956 ...
- 1956-1957  Cesare Migliorini (1ª-?ª)
 Salvatore Arca (?ª-34ª)
- 1957-1958  Mihály Kincses
- 1958-1961  Remo Galli
- 1961-1963  Renato Piccinini
- 1963-1965  Federico Allasio
- 1965-1966  Domenico Bosi (1ª-?ª)
 Varo Bravetti (?ª-34ª)
- 1966-1967  Vinicio Viani
- 1967-1969  Antonio Colomban
- 1969-1970  Alvaro Biagini
- 1970-1971  Mario Genta (1ª-29ª)
 Ettore Trevisan (30ª-38ª)
- 1971-1972  Antonio Colomban
- 1972-1973  Vanni Sanna (1ª-?ª)
 Antonio Colomban (?ª-38ª)
- 1973-1974  Vanni Sanna
- 1974-1975  Vanni Sanna (1ª-?ª)
 Romano Magherini (?ª-38ª)
- 1975-1976  Stefano Perati e  Martino Zaccheddu
- 1976-1977  Franco Carradori
- 1977-1978  Umberto Serradimigni
- 1978-1982  Vanni Sanna
- 1982-1983  Vanni Sanna (1ª-?ª)
 Mario Tiddia (?ª-34ª)
- 1983-1984  Angelo Domenghini (1ª-11ª)
 Roberto Balestri (12ª-34ª)
- 1984-1985  Gesualdo Albanese
- 1985-1986  Gesualdo Albanese (1ª-?ª)
 Vanni Sanna (?ª-?ª)
 Lamberto Leonardi (?ª-34ª)
- 1986-1988  Lamberto Leonardi
- 1988-1989  Francesco Liguori
- 1989-1990  Francesco Paolo Specchia (1ª-11ª)
 Lamberto Leonardi (12ª-34ª)
- 1990-1991  Lamberto Leonardi (1ª-17ª)
 Antonio Angelillo (18ª-34ª)
- 1991-1992  Antonio Angelillo (1ª-?ª)
 Vanni Sanna (?ª-34ª)
- 1992-1994  Giuseppe Zolo
- 1994-1995  Giuseppe Zolo (1ª-15ª)
 Giancarlo Sibilia (16ª-34ª)
- 1995-1996  Giorgio Canali
- 1996-1997  Mario Buccilli (1ª-8ª)
 Mario Piga (9ª-34ª)
- 1997-1998  Mario Piga (1ª-8ª)
 Alberto Mari (9ª-34ª)
- 1998-1999  Alberto Mari
- 1999-2001  Lamberto Leonardi
- 2001-2002  Giuseppe Petrelli (1ª-7ª)
 Giovanni Lungheu (8ª)
 Salvo Fulvio D'Adderio (9ª-34ª)
- 2002-2003  Bernardo Mereu (1ª)
 Lamberto Leonardi (2ª-6ª)
 Bernardo Mereu (7ª-34ª)
- 2003-2004  Bernardo Mereu (1ª-13ª)
 Salvo Fulvio D'Adderio (14ª-34ª e play-out)
- 2004-2005  Salvo Fulvio D'Adderio (1ª-23ª)
 Leonardo Menichini (24ª-38ª)
- 2005-2006  Antonello Cuccureddu
- 2006-2007  Maurizio Costantini (1ª-30ª)
 Ersilio Cerone (31ª-34ª)
- 2007-2008  Luciano Foschi
- 2008-2009  Roberto Ennas
- 2009-2010  Michele Tamponi (1ª-10ª)
 Ivan Cirinà (11ª-23ª)
 Gianluca Hervatin (24ª-34ª)
- 2010-2011  Roberto Ennas (1ª-5ª)
 Angelino Fiori (6ª-21ª)
 Roberto Ennas (22ª-27ª)
 Guglielmo Bacci (28ª-34ª e play-off)
- 2011-2012  Mauro Giorico
- 2012-2013  Guglielmo Bacci
- 2013-2014  Salvo Fulvio D'Adderio (1ª-7ª)
 Marco Cari (8ª-34ª e play-out)
- 2014-2015  Vincenzo Cosco (lug.-ago.)
 Francesco Massimo Costantino (1ª-13ª)
 Vincenzo Cosco (14ª-19ª)
 Cristian Bucchi (20ª-38ª)
- 2015-2016  Oscar Brevi (lug.-ago.)
 Giuseppe Ferazzoli (1ª-11ª)
 Marco Sanna (12ª-34ª e play-off)
- 2016-2017  Guglielmo Bacci (1ª-11ª)
 Giuseppe Misiti (12ª-19ª)
 Pedro Pasculli (20ª-27ª)
 Giuseppe Misiti (28ª-34ª)
- 2017-2018  Ivan Cirinà (1ª-5ª)
 Giuseppe Tortora (6ª-30ª e play-off)
- 2018-2019  Giuseppe Tortora (1ª-8ª)
 Marco Sanna (9ª-32ª)
 Giancarlo Riolfo (33ª-38ª e play-out)
- 2019-2020  Marco Mariotti
- 2020-2021  Aldo Gardini (1ª-8ª)
 Archimede Graziani (9ª-27ª)
 Mauro Giorico (28ª-34ª)
- 2021-2022  Alfonso Greco
- 2022-2023  Alfonso Greco (1ª-20ª)
 Stefano Sottili (21ª-33ª)
 Alfonso Greco (34ª-38ª)
- 2023-2025  Alfonso Greco
- 2025-  Michele Pazienza

- 1903-1930 ...
- 1930-1939  Cavalier Diez
- 1939-1944  Antonino Diana
- 1945-1946  Aldo Berlinguer
- 1946-1947  Sebastiano Pani
- 1947-1949  Giuseppe Tomè
- 1950-1959  Tonino Maccari
- 1959-1969  Nino Costa
- 1969-1970  Vincenzo Simon
- 1970-1971  Giovanni Benassi
- 1971-1972  Giuseppe Olla
- 1972-1973  Mario Salinas
- 1973-1974  Federico Allasio (comm. straor.)
- 1974-1975  Gianuario Pinna (comm. straor.)
- 1975-1979  Franco Masala
- 1979-1981  Bastianino Vanacore
- 1981-1982  Bruno Rubattu
 Silverio Multineddu e  Piero Mele
- 1982-1985  Antonello Lorenzoni
- 1985-1991  Bruno Rubattu
- 1991-1992  Corrado Sanna
- 1992-1995  Giovanni Marrosu
- 1995-1999  Pierpaolo Sanna (amm. unico)
- 1999-2000  Leonardo Marras
- 2000-2005  Rinaldo Carta
- 2005-2006  Edoardo Tusacciu
- 2006-2008  Antonio Mascia
- 2008-2010  Leonardo Marras
- 2010-2013  Antonello Lorenzoni
- 2013-2016  Domenico Capitani
- 2016-2017  Daniele Piraino
- 2017-2021  Salvatore Sechi
- 2021-  Stefano Udassi

## Palmarès

#### Competizioni interregionali
- Serie C2: 2

1986-1987 (girone A), 1999-2000 (girone B)
- Campionato Interregionale: 1

1958-1959 (girone F)
- Serie D: 3

1971-1972 (girone F), 1980-1981 (girone D), 2012-2013 (girone G)
- Campionato Nazionale Dilettanti: 1

1992-1993 (girone F)
- Coppa Italia Dilettanti (Fase Interregionale): 1

1991-1992

#### Competizioni regionali
- Seconda Divisione: 1

1949-1950
- Prima Divisione: 1

1950-1951
- Eccellenza: 1

2011-2012
- Promozione: 1

2008-2009
- Coppa Italia Dilettanti Sardegna: 1

2011-2012
- Supercoppa Sardegna: 1

2011-2012
- Coppa Cossu-Mariotti: 2

1976-1977, 1977-1978

#### Onorificenze
- Stella d'oro al merito sportivo: 1967[32]

#### Altri piazzamenti
- Serie C1:

Terzo posto: 2005-2006 (girone B)
- Serie C2:

Terzo posto: 1982-1983 (girone A)
- IV Serie:

Secondo posto: 1954-1955 (girone F)
- Serie D:

Terzo posto: 2015-2016 (girone G), 2019-2020 (girone G), 2021-2022 (girone G)
- Eccellenza:

Secondo posto: 2010-2011
Terzo posto: 2017-2018
- Promozione:

Terzo posto: 1951-1952 (girone I)
- Coppa Italia Dilettanti:

Finalista: 1991-1992
- Coppa Italia Serie D:

Finalista: 2021-2022

## Statistiche e record

### Partecipazione ai campionati
| Livello | Categoria                       | Partecipazioni | Debutto   | Ultima stagione | Totale |
| ------- | ------------------------------- | -------------- | --------- | --------------- | ------ |
| 3º      | Prima Divisione                 | 4              | 1931-1932 | 1934-1935       | 34     |
| 3º      | Serie C                         | 19             | 1947-1948 | 2024-2025       | 34     |
| 3º      | Serie C1                        | 10             | 1987-1988 | 2005-2006       | 34     |
| 3º      | Lega Pro                        | 1              | 2014-2015 | 2014-2015       | 34     |
| 4º      | Promozione                      | 1              | 1951-1952 | 1951-1952       | 35     |
| 4º      | IV Serie                        | 5              | 1952-1953 | 1956-1957       | 35     |
| 4º      | Campionato Interregionale       | 2              | 1957-1958 | 1958-1959       | 35     |
| 4º      | Serie D                         | 11             | 1971-1972 | 2021-2022       | 35     |
| 4º      | Serie C2                        | 15             | 1981-1982 | 2007-2008       | 35     |
| 4º      | Lega Pro Seconda Divisione      | 1              | 2013-2014 | 2013-2014       | 35     |
| 5º      | Campionato Interregionale       | 1              | 1991-1992 | 1991-1992       | 6      |
| 5º      | Campionato Nazionale Dilettanti | 1              | 1992-1993 | 1992-1993       | 6      |
| 5º      | Serie D                         | 4              | 1978-1979 | 2012-2013       | 6      |

La Torres assomma 65 stagioni nei campionati nazionali delle FIGC: sono 4 le leghe professionistiche valide ai fini della tradizione sportiva cittadina e 6 quelle dilettantistiche.

### Partecipazione alle coppe
| Competizione                    | Partecipazioni | Debutto   | Ultima stagione | Totale |
| ------------------------------- | -------------- | --------- | --------------- | ------ |
| Coppa Italia                    | 2              | 1989-1990 | 2024-2025       | 2      |
| Coppa Italia Semiprofessionisti | 5              | 1972-1973 | 1977-1978       | 36     |
| Coppa Italia Serie C            | 28             | 1981-1982 | 2025-2026       | 36     |
| Coppa Italia Lega Pro           | 3              | 2013-2014 | 2015-2016       | 36     |
| Coppa Italia Serie D            | 6              | 2012-2013 | 2021-2022       | 6      |
| Poule Scudetto                  | 2              | 1992-1993 | 2012-2013       | 2      |
| Coppa Italia Dilettanti         | 2              | 1991-1992 | 2011-2012       | 2      |

### Statistiche di squadra
L'inizio delle attività sportive della Torres è datato 1º luglio 1903, quando alla neonata società sarda venne assegnata la palestra comunale. La prima partita invece, fu disputata nell'anno della sua fondazione, nonostante fonti riconducano il primo match nei primi anni dieci, precisamente il 14 aprile 1903, contro l'Amsicora di Cagliari.
Nonostante la varie vittorie collezionate nelle altre discipline dalla polisportiva Torres, il primo successo in un torneo calcistico avvenne nel 1912, ben nove anni dopo la fondazione della società. Il 22 luglio si giocò a La Maddalena la finale per uno dei tornei regionali che si disputavano all'epoca, che i rossoblù vinsero per tre reti a una contro la formazione della Regia Marina.
Tra il 1978 ed il 1980, la Torres riuscì a mantenere inviolato il proprio terreno casalingo. Questa serie positiva, sviluppatasi nell'arco di due anni e otto mesi, durò ben 43 partite. Il 16 aprile del 1978, il Calangianus vinse di misura sui torresini, che da allora collezionarono 27 vittorie e 16 pareggi. La serie terminò con la sconfitta per una rete a zero contro il Carbonia, del 14 dicembre 1980.
La peggior serie negativa dei rossoblù avvenne durante il campionato di Serie C1 1989-1990: i torresini, a partire dalla sconfitta col Giarre rimediata alla prima giornata, rimasero a secco di vittorie per sette mesi, nei quali nel frattempo collezionarono 16 pareggi e 10 sconfitte. Il successo che pose fine a questo trend negativo fu un netto cinque a zero contro il Brindisi. Nonostante a fine campionato i sardi avessero totalizzato solo quattro vittorie, si salvarono con un solo punto di vantaggio sulle dirette concorrenti. La peggior serie negativa avvenne invece durante la stagione 1972-1973, quando i torresini non vinsero per sedici partite, totalizzando 9 pareggi e 7 sconfitte. La serie ebbe inizio con la sconfitta rimediata contro il Giulianova, e terminò dopo quattro mesi con la vittoria sul Livorno. Anche in questo caso, a fine campionato i rossoblù si salvarono con un solo punto di vantaggio sull'inseguitrice Viterbese.
L'avversario fronteggiato nel maggior numero di occasioni dalla Torres nei campionati nazionali è il Rimini, con 20 precedenti. Seguono a quota 19 la Lucchese, il Perugia, il Prato e il Civitavecchia. La squadra sarda affrontata in più occasioni è l'Olbia, con 18 incontri. La Toscana è stata invece la regione nella quale la Torres ha disputato più trasferte, 223. Segue il Lazio, con 187, mentre all'ultimo posto si colloca la Basilicata, con solo una partita affrontata dai torresini in terra lucana. La Torres è infatti una delle poche formazioni italiane ad aver giocato in tutte le regioni d'Italia.

### Statistiche individuali

#### Storia
Il primo vero allenatore della Torres fu il magiaro Ferenc Plemich, ex calciatore militante nella Triestina allenata dal Nereo Rocco, ingaggiato nel 1931 dal presidente dell'epoca, il Cavalier Diez. Egli importò in città i fondamenti del gioco del calcio e la sua tattica, ma soprattutto introdusse il Metodo, sistema di gioco ideato da Vittorio Pozzo, molto praticato all'epoca. Prima di allora, alla guida della squadra torresina si alternarono ex calciatori con discrete capacità tecniche.
Il primo e finora unico portiere ad aver segnato in maglia rossoblu è Salvatore Pinna. Il curioso evento accadde il 27 settembre 1998, durante una partita del campionato di Serie C2 contro la Vis Pesaro, Sul punteggio di parità, al novantatreesimo minuto un lunghissimo rinvio dell'estremo difensore torresino, rimbalzando nell'area avversario, scavalcò il portiere marchigiano Boccafogli, regalando alla Torres la vittoria.
Salvatore Pinna può vantare il record di presenze con la maglia della Torres, 347 gare disputate dalla stagione 1998-1999 a quella 2005-2006 e dalla stagione 2016-2017 a quella 2019-2020. Il giocatore ad aver siglato più reti è invece Marzio Lepri, che ha messo a segno 122 reti in 301 partite a partire dalla stagione 1954-1955 fino alla stagione 1963-1964. Egli detiene inoltre un altro record: è anche il miglior cannoniere della Torres in una stagione, grazie a 24 reti messe a segno in 31 partite in una delle nove stagioni in rossoblù.
| Record di presenze - 347 Salvatore Pinna (1998-2006, 2016-2020) - 342 Paolo Morosi (1964-1974) - 301 Marzio Lepri (1954-1964) - 243 Alessandro Frau (1993-1995, 1995-1998, 2002-2003, 2005-2008, 2016-2017) - 201 Stefano Udassi (1998-2005) | Record di reti - 122 Marzio Lepri (1954-1964) - 72 Piero Mastino (????-????) - 62 Giuseppe Canessa (1978-1985) - 58 Umberto Serradimigni (1947-1955, 1963-1964) - 55 Alessandro Frau (1993-1995, 1995-1998, 2002-2003, 2005-2008, 2016-2017) |

## Tifoseria

### Storia

Il gruppo dei Panthers nei primi anni ottanta

Il movimento ultras a Sassari nasce a metà degli anni settanta. Il primo gruppo vero e proprio sono gli Ultras Cappuccini, che prendono il nome dal loro quartiere di provenienza. Dopo qualche anno, precisamente nel 1979, nasce il secondo gruppo ultras del panorama torresino: i Panthers. La Torres vince il proprio girone del campionato di Serie D 1980-1981, e conseguentemente alla promozione fra i professionisti, il neonato gruppo comincia a seguire in trasferta la formazione rossoblù, nonostante i lunghi tempi di percorrenza che richiedeva il viaggio in nave ai tempi.

La curva torresina negli anni ottanta

Nel corso della stagione 1982-1983, nascono ben due gruppi: i Supporters e gli Indians. Entrambi formati da giovani ragazzi, i primi saranno destinati a scomparire dopo appena tre stagioni, mentre i secondi, in seguito alla manifestata intenzione dei Panthers di lasciare, prenderanno in mano le redini della curva torresina a partire dalla stagione 1985-1986, che guideranno per molti altri anni a seguire. Nella stagione seguente nasce il gruppo dei Warriors, che tuttavia a fine campionato scompare dal panorama ultras sassarese.
Nel 1988 nascono i Total Kaos, che scompariranno solamente due anni dopo, mentre l'anno successivo sarà la volta dei Teddy Boys, ma soprattutto della Nuova Guardia, gruppo che, insieme agli Indians, sarà destinato a lasciare un'impronta importante nel panorama del tifo torresino. Con l'avvento degli anni novanta, i Teddy Boys cambiano la propria denominazione in Alta Tensione, tuttavia, causa lo scarso ricambio generazionale, si scioglieranno poco dopo.
Nel corso del campionato 1993-1994 nasce la Brigata Sassari, che si scioglierà due stagioni dopo. Nella stagione successiva, il tentativo di ricostituzione dei Panthers crea degli accesi problemi all'interno della curva, così che a partire dal 1995 i gruppi presenti in curva sono solo due: gli Indians e la Nuova Guardia. Tre anni dopo, nel 1998, nascono tuttavia due nuovi gruppi: gli Ultras e gli Autonomi.
Durante la stagione 2012-2013, gli Ultras (UTS 1998) si sciolgono a causa di problemi interni al gruppo. La Nuova Guardia rimane così l'unico gruppo organizzato presente in curva nord fino alla stagione 2023-2024. Nel settembre del 2023 nascono due nuovi gruppi organizzati: Zero Testa e Old Fans.

### Gemellaggi e rivalità
Nonostante non abbia mai sostenuto alcun gemellaggio ufficiale per scelta propria, la Nuova Guardia dal 2004 sostiene rapporti di amicizia con i corsi del Bastia., con gli ultras della Pro Patria dal 1994 e con quelli dell'Associazione Calcio Trento 1921.
Gli Old Fans sostengono un rapporto di amicizia con i tifosi del Gubbio e del Delfino Pescara 1936. .
I tifosi della Torres sostengono un'amicizia con i tifosi del U.S. Tempio.
La rivalità principale della tifoseria di Sassari è quella con il Cagliari, contro il quale la Torres disputa il derby di Sardegna, con scontri tra le tifoserie avvenute in varie occasioni tra cui le più dure ad Alghero nel 1999 durante un'amichevole tra Cagliari e Torres, a Serramanna nel 2008.Scene da Far West alla stazione di Serramanna - La Nuova Sardegna la più recente a Sassari nel 2017 prima di un'amichevole tra il Cagliari Calcio e il Sorso.Duri scontri tra tifosi di Cagliari e Torres: guerriglia urbana a Sassari - la Repubblica Le rivalità dei Torresini nell'isola, sono anche con Olbia dove si sono verificati vari scontri negli anni. Altre rivalità si sono verificate con le tifoserie di Rimini, Spezia, Novara, Varese (estesa anche al basket), Grosseto e Termoli.

## Organico

### Rosa 2025-2026
Rosa e numerazione aggiornate al 2 agosto 2025.
| N. |                   | Ruolo | Calciatore          |
| -- | ----------------- | ----- | ------------------- |
|    | Italia (bandiera) | P     | Michele Marano      |
| 1  | Italia (bandiera) | P     | Danilo Petriccione  |
|    | Italia (bandiera) | P     | Elia Stangoni       |
| 12 | Italia (bandiera) | P     | Andrea Zaccagno     |
| 23 | Italia (bandiera) | D     | Nicolò Antonelli    |
|    | Italia (bandiera) | D     | Christian Biagetti  |
| 30 | Italia (bandiera) | D     | Cristian Fabriani   |
|    | Italia (bandiera) | D     | Cristian Frau       |
| 14 | Italia (bandiera) | D     | Riccardo Idda       |
| 32 | Italia (bandiera) | D     | Alberto Lattanzio   |
| 3  | Italia (bandiera) | D     | Mario Mercadante    |
|    | Italia (bandiera) | D     | Riccardo Stivanello |
| 4  | Italia (bandiera) | C     | Michael Brentan     |
| 21 | Italia (bandiera) | C     | Michele Carboni     |

| N. |                           | Ruolo | Calciatore                  |
| -- | ------------------------- | ----- | --------------------------- |
|    | Italia (bandiera)         | C     | Sajmir Dumani               |
| 24 | Italia (bandiera)         | C     | Daniele Giorico             |
|    | Italia (bandiera)         | C     | Gabriel Iovieno             |
|    | Italia (bandiera)         | C     | Pierpaolo Mandras           |
| 8  | Italia (bandiera)         | C     | Alessandro Masala           |
| 10 | Italia (bandiera)         | C     | Giuseppe Mastinu (capitano) |
| 6  | Italia (bandiera)         | C     | Francesco Nunziatini        |
|    | Italia (bandiera)         | C     | Eyob Zambataro              |
| 25 | Italia (bandiera)         | A     | Luca Bonin                  |
| 11 | Costa d'Avorio (bandiera) | A     | Adama Diakite               |
|    | Italia (bandiera)         | A     | Andrea Fois                 |
| 20 | Italia (bandiera)         | A     | Alberto Lunghi              |
| 9  | Italia (bandiera)         | A     | Antonino Musso              |
| 77 | Italia (bandiera)         | C     | Giacomo Zecca               |

### Staff tecnico
- Michele Pazienza - Allenatore
- Antonio La Porta - Vice allenatore
- Salvatore Pinna - Preparatore dei portieri
- Pierpaolo Garau - Preparatore dei portieri
- Leandro Zoila - Preparatore atletico
- Piervincenzo Mureddu - Match analyst
- William Sciacca  - Recupero infortuni